# Electric Power Steering

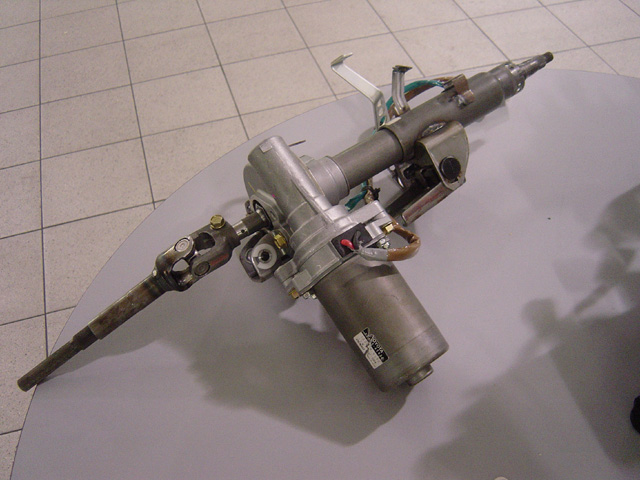
Electric Power Steering

L'Electric Power Steering (EPS) è il servosterzo elettrico. È un componente che è apparso sul mercato dell'autovettura europea nel 1998.
Ha sostituito l’idroguida (che è idraulica anziché elettrica) nelle vetture di dimensioni medio piccole e sta diventando la soluzione più usata sulle auto del segmento A, B e C in quanto il sistema è in grado di fornire sufficiente assistenza per carichi non troppo elevati e con alcuni accorgimenti riesce ad assistere il guidatore come nell'idroguida.

## Composizione
Il servosterzo elettronico è principalmente composto da un motorino elettrico, una centralina e un riduttore.
La centralina che legge i segnali di posizione, coppia motrice al volante e velocità veicolo, provvede a comandare il motorino elettrico che fornisce la giusta coppia in grado di sterzare la vettura con un buon comfort e poco sforzo da parte del guidatore.

## Vantaggi
L'EPS rispetto all'idroguida ha i seguenti vantaggi:
- Ridotti consumi di carburante (il componente richiede meno energia siccome il motore non deve muovere una pompa come sull'idroguida anche quando non c'è bisogno, inoltre non richiede l'intervento della batteria dell'auto, limitandosi a quella generata dal motore tramite alternatore)
- Compattezza: è un componente di piccole dimensioni completo e si trova all'interno dell'abitacolo, quindi facilmente sostituibile
- Non ha un sistema di tubature ed oli che vi scorrono all'interno
- Facilità di calibrazione
- È un componente elettrico: questa caratteristica gli permette d'essere facilmente aggiornato e quindi aperto a nuove tecnologie per il futuro

## Produttori
Tra i maggiori fornitori di questo componente ci sono:
- TRW
- ZF Friedrichshafen AG
- NSK
- Mitsubishi Electric Corporation
- Nexteer Automotive